# Грелі
Грелі (груз. ღრელი) — село в Грузії.
За даними перепису населення 2014 року в селі проживає 394 особи.